# Mória
Mória är en ort i Grekland.   Den ligger i prefekturen Nomós Lésvou och regionen Nordegeiska öarna, i den östra delen av landet, 270 km nordost om huvudstaden Aten. Mória ligger 27 meter över havet och antalet invånare är 1 176. Den ligger på ön Lesbos.
Terrängen runt Mória är kuperad åt sydväst, men åt nordost är den platt. Havet är nära Mória åt nordost. Runt Mória är det tätbefolkat, med 331 invånare per kvadratkilometer. Närmaste större samhälle är Mytilene, 4,2 km sydost om Mória. 